# 冒牌上尉
《冒牌上尉》（德語：Der Hauptmann）是2017年由罗伯特·斯文克编剧执导的国际合拍的历史剧情片。该影片在2017年多伦多国际电影节的“特别演示”部分放映。它讲述了德国战犯威利·赫罗德的故事。他盗用了德国军官的身份，并策划了在埃姆斯兰营中对逃兵和其他囚犯的杀戮。

## 剧情
威利·赫罗德是一个不满20岁的空降猎兵。在1945年4月，那是二战结束前的最后几周，他成为了一名逃兵。在逃脱了德国宪兵突击队的追杀后，他发现了一辆被遗弃的汽车，里面有一件德国空军上尉的军服。赫罗德穿上军装，扮作上尉，在德国乡村中指挥一群散兵。他伪装成自己在执行一项由希特勒亲自下达的、评估前线后方的士气的任务。尽管最初向当地民众承诺减少对他们的掠夺，但随着越来越多的散兵加入赫罗德战斗群（Kampfgruppe Herold），赫洛德变得越来越专制。这些散兵中包括：弗雷塔格（Freytag），他是一名老实的步枪手，是赫罗德的司机；基平斯基（Kipinski），一个虐待狂的醉汉。在战斗群发现了一个满是等待处决的逃兵的德国惩戒营之后，赫罗德接管并控制了这里。
在惩戒营裡，赫罗德下令，让基平斯基作为主要刽子手，处决了上百名囚犯，以“抵制日益膨胀的失败主义，继续为德国战斗下去”的借口去为自己脱罪。他对自己新获得的权力越来越着迷。在这期间，弗雷塔格对赫罗德产生了怀疑，他发现裁缝把赫罗德的裤腿改短并意识到了上尉的制服并不属于他。后来，惩戒营被盟军的空袭摧毁，战斗群搬到了一个当地城镇。在那里，这群人大肆掠夺当地居民的财物，并在一家旅馆里成立了一个临时指挥部，命名为赫罗德特警队早勤组（德語：Sonderkommando und Schnellgericht Herold）。赫罗德下令处决了基平斯基。在战斗群一夜放纵之后，旅馆被德国国防军的宪兵突袭，赫罗德被捕。在法庭上，赫罗德声称，他的行为只是为了保护德国人民，并在被送回前线之前，从窗户逃了出去。在最后一幕中，赫洛德穿过了一片充满遗骸的森林，字幕展示他和他的几个同伙在战后被盟军判处死刑。
在片尾彩蛋，赫罗德和他的团队开着他们的奔驰G3穿过现代的格尔利茨街道，停下车来搭讪和骚扰当地的路人。

## 演员
| 演員                                | 角色                         |
| ----------------------------------- | ---------------------------- |
| 麦克斯·胡巴赫（Max Hubacher）       | 威利·赫罗德（Willi Herold）  |
| 米兰·佩斯彻尔（Milan Peschel）      | 弗雷塔格（Reinhard Freytag） |
| 弗雷德里克·劳（Frederick Lau）      | 基平斯基（Kipinski）         |
| 贝恩德·霍尔谢尔（Bernd Hölscher）   | 舒特（Karl Schütte）         |
| 瓦尔德马·科布斯（Waldemar Kobus）   | 汉森（Hansen）               |
| 亚历山大·斐林（Alexander Fehling ） | 容克尔（Junker）             |
| 萨缪尔·芬齐（Samuel Finzi）         | 罗杰（Roger）                |

## 评论
截至2019年6月6日，烂番茄发布的52条评论中支持率为85%，平均评分为7.57/10。该网站的大部分人认为:“《冒牌上尉》对人性的阴暗面的观点虽令人毛骨悚然，但却具有说服力，它强调人的某些天性从未真正改变。”

## 史實

### 威利·赫羅德
劇情基於德國戰犯威利·赫羅德的傳記，這部電影以寬泛的輪廓講述了他的行為，並帶有許多偏差和裝飾。 當
赫羅德少年時曾參與納粹青年團，但還沒加入納粹黨，就因表現不佳被驅逐。17歲時，被徵召成為軍伕，作為煙囪的清理工半年。後被德軍徵召入伍，成為空降獵兵（傘兵），曾因殲滅兩輛盟軍坦克而獲得鐵十字勳章, 同時晉升為下士。在第二次世界大戰快要結束時，19歲的他也逃兵，想求得一線生機，因此受到憲兵的追殺，他跌入森林的深坑之中，得以不死，於是四處偷搶拐騙謀生，他發現一個戰死的德國空軍上尉座車，於是穿上車裏的軍服，假扮成上尉，並撒下漫天大謊，謊稱自己是希特拉的副官，受其委任，暗中出巡，訪查民情。沿途他發現了一些逃兵，他將該等士兵們收歸幕下，自稱「赫羅德上尉」，前來巡撫軍民，並被安排到軍事監獄中視察。當時軍事監獄人滿為患，又一直等不到軍法官前來審判，他為了繼續隱瞞身份，大量草率處決軍事監獄中被捕的逃兵，殺死近兩百人，並曾經槍殺一個想要投降盟軍的鎮長，進駐鎮上最好的飯店，對平民燒殺擄掠，姦淫婦女，無所不為。後來盟軍空襲了該監獄，他又乘機逃跑，還是自命為「希特拉欽差」，期間可能又殺死20幾名平民。
後來他在奧里希（Aurich）遇到真正的軍官，身分被拆穿，移送軍事法庭審判。他的律師稱，他愛國、忠誠，希望他到前線抗擊盟軍，戴罪立功。法官打算擇日宣判，孰料希特拉自盡，德國大亂，他因此得以釋放。
1945年5月赫羅德因為偷竊麵包，被英國皇家海軍逮捕，英國人發現他就是涉及殺死兩百人的「逃兵屠夫」，加以起訴，以確定殺死125人的屠殺及謀殺罪判處死刑，並於1946年11月14日在沃爾芬比特爾監獄被以斷頭臺而斬首。

### 槍決逃兵的法令
隨著納粹德國在1945年的節節敗退，希特勒不得不採取更加嚴酷的措施鼓舞士氣。他任用了以殘暴著稱的斐迪南·舍爾納元帥為中央集團軍司令，其在1945年發布了多道處決逃兵的法令，對躲在戰線後的士兵未經軍法審判就直接處決，這些訊息在漢斯·馮·盧克（Hans von Luck）、西格弗里德·克納普（Siegfried Knappe）的著作中均有提到。曾在1944年至1945年於舍爾納指揮下的步兵軍官戈特洛布·比德曼（Gottlob H. Bidermann）在其回憶錄中描述，舍爾納對軍官與士兵皆是以藐視的態度對待，經常任意處罰士兵或是將其降級。
「嗜血的舍爾納」這個綽號，是一位參加過凡爾登戰役的德國老兵弗朗茨·里特·馮·埃普所說的，並且將舍爾納評價為「希特拉手下最殘暴的陸軍元帥」。約瑟夫·戈培爾對其屠殺逃兵的政策評價為：

「元首還認為舍納爾是我軍最優秀的指揮官…舍爾納令前方戰線歸於安定並使該處部隊的士氣回復。舍爾納向元首報告了，為達此目的而使用了激烈的方法。在敵人面前逃跑的士兵他並沒有寬恕，他將逃兵縊死在樹上，在身上掛上牌子寫道：『我是一個逃兵，我沒有保護德國婦孺，因此被縊死。』這種方法顯然非常有效，舍爾納所指揮的士兵將會在前進陣亡之前清楚的認知到：往後方逃走下場將會是死亡。」

 — 約瑟夫·戈培爾的日記，1945年3月12日。

### 脚注
1. ↑  . The Numbers.   [9 September 2018]. （原始内容存档于2020-05-06）.
2. ↑  . Rotten Tomatoes. Fandango.   [6 June 2019]. （原始内容存档于2020-10-31）.
3. ↑  Joseph Goebbels: Tagebücher 1945. Die letzten Aufzeichnungen. Berlin 1977, S. 164.

### 外链
- 互联网电影数据库（IMDb）上《冒牌上尉》的资料（英文）
- 豆瓣电影上《冒牌上尉》的資料 （简体中文）